# Брасквінтет
Брасквінтет (від англ. brass — мідь, латунь або мідні духові інструменти) — музичний ансамбль, що складається з п'яти мідних духових інструментів. Найчастіше брасквінтет складається з двох труб, валторни, тромбона (або евфона) і туби (або бастромбона).

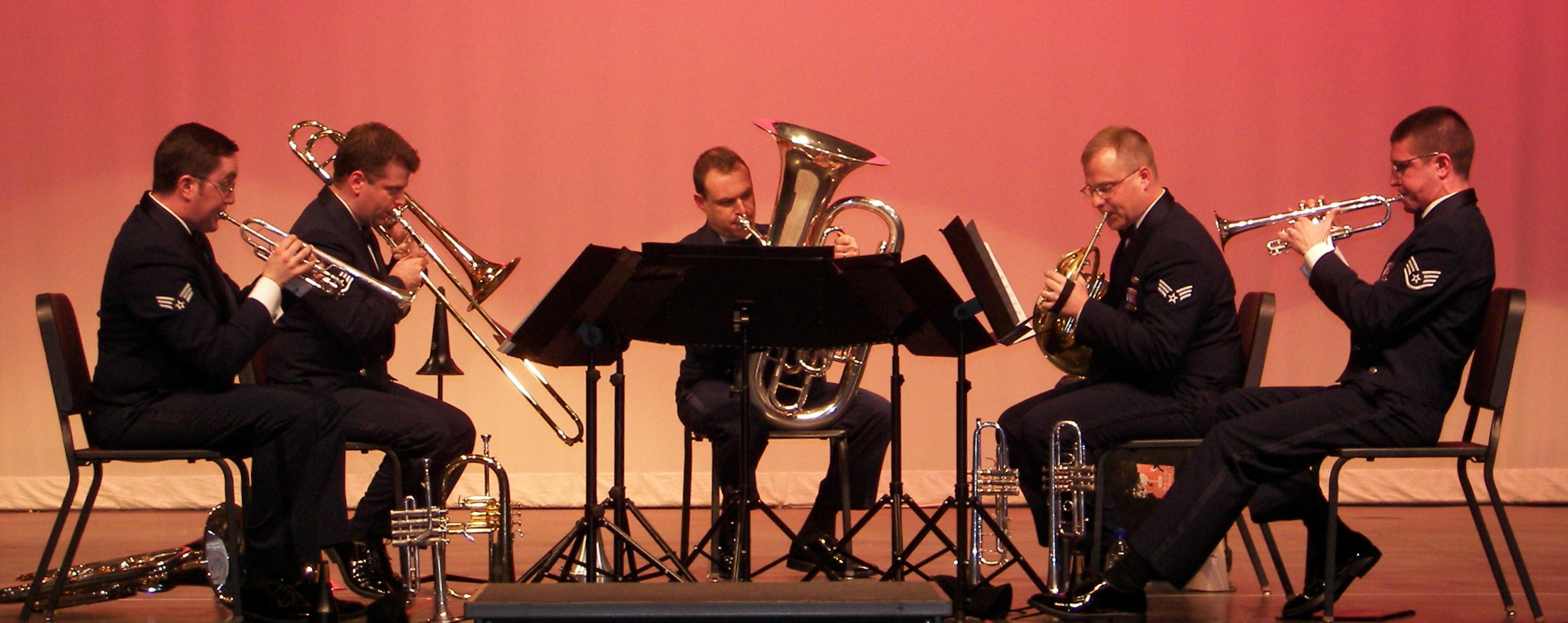
Брасквінтет

Брасквінтети мають дуже широкий і різноманітний репертуар, від мадригалів епохи Відродження і творів композиторів бароко, до джазу і популярних пісень. Музиканти духового квінтету часто грають на кількох інструментах. Часом музиканти використовують ударні інструменти, малий барабан, бубон або литаври.
Сучасний духовий квінтет з'явився в кінці 1940-х років, коли був створений Брасквінтет Чикаго, а потім у 1950-х роках Американський брасквінтет і в 1960-х роках Брасквінтет Істмена (Eastman Brass Quintet) .

## Відомі брасквінтети

### Україна
- «Київ-Брас»[2]
- Львівський брасквінтет
- «Україна»[3]
- «Мажор Київ»

### Канада
- «Канадський брасквінтет»

### США
- «Американський брасквінтет[en]»